# Benidorm Fest 2025
Benidorm Fest 2025 va ser la quarta edició del certamen de Radiotelevisió Espanyola en el qual es va seleccionar la cançó que representaria Espanya al Festival de la Cançó d'Eurovisió 2025. La final es va celebrar l'1 de febrer de 2023 al Palau d'Esports l'Illa de Benidorm, la qual va comptar amb dues semifinals prèvies dutes a terme en la mateixa seu els dies 28 i 30 de gener. Les presentadores van ser Ruth Lorenzo, Paula Vazquez i Inés Hernand. La cançó guanyadora va ser «Esa diva», de Melody.

## Presentadores i jurat

### Presentadoras del Benidorm Fest 2025
Les presentadores de la quarta edició del Benidorm Fest es van enunciar durant la roda de premsa del 15 de gener.
| Presentadores | Perfil professional |
| ------------- | --- |
| Paula Vázquez | Actriu i presentadora. |
| Ruth Lorenzo  | Representant espanyola al Festival de Eurovisió 2014, presentadora del Festival d'Eurovisió Junior 2024 i del Benidorm Fest 2024. |
| Inés Hernand  | Influencer, humorista i presentadora de les edicions del Benidorm Fest 2022 i 2023.                                               |

### Jurat
El jurat va el van formar vuit professionals (quatre nacionals i quatre internacionals). El 50% del pes del jurat recau en els membres nacionals i l'altre 50% en els membres internacionals. Els seus noms es van desvelar el 23 de gener de 2025.
| Jurat nacional                | Perfil professional                                              |
| ----------------------------- | ---------------------------------------------------------------- |
| Roberto Santamaría (portaveu) | Director de RNE                                                  |
| Javier Llano                  | Responsable de la programació musical de Cadena 100              |
| Jaime Acero                   | Director de continguts de Televisa Univision                     |
| Claudia Orellana              | Directora i fundadora de la companyia «Son Buenos»               |
| Jurat internacional           | Perfil professional                                              |
| Oksana Skybinska              | Cap de la delegació ucraïnesa del Festival d'Eurovisió           |
| Twan van de Nieuwenhuijzen    | Responsable d'espectacles musicals de la NPO                     |
| Mariangela Borneo             | Directora de Projectes Internacionals i Festivals de la RAI      |
| Maja Tokić                    | Productora executiva del Dora (preselecció croata per Eurovisió) |

## Participants
El 12 de novembre de 2024 es van donar a conèixer els 16 artistes seleccionats a través d'una roda de premsa. Les cançons es van publicar el 18 de desembre de 2024 al web de RTVE Play i el 20 de desembre a la resta de plataformes digitals.
| Artista/s        | Títol de la cançó        | Compositors | Escenògrafs                                   |
| ---------------- | ------------------------ | --- | --------------------------------------------- |
| Carla Frigo      | «Bésame»                 | Carla Frigola • Amanda Castillo • Benjamín García                                                                           | Juan Sebastián Domínguez • Israel Reyes       |
| Celine Van Heel  | «La casa»                | Alfred García Castillo • Celine Van Heel • Pol Álvarez                                                                      |                                               |
| Chica Sobresalto | «Mala feminista»         | Maialen Gurbindo López | Santi Goicoechea                              |
| Daniela Blasco   | «Uh nana»                | Daniela Blasco Díaz Estébanez • Félix Joan Muñiz Prat • Carlos José Montado Cruz • Óscar Campos Gutiérrez                   |                                               |
| David Afonso     | «Amor barato»            | Alejandro Martínez Valderrama • Luis Vicente Ramiro                                                                         |                                               |
| DeTeresa         | «La pena»                | Inés Ramos de Teresa • Verónica Veranur Aguirre Díaz de Bustamante                                                          | Fran Granada                                  |
| Henry Semler     | «No lo ves»              | Henry Lardner Semler • José Bernabé Ponsoda                                                                                 | Virgo Martínez • Alba Miró • Patricia Bertrán |
| J Kbello         | «V.I.P.»                 | Jesús Cabello • Ricardo Furiati • Dangelo Ortega • María Parrado • José Otero                                               | David Pizarro • Rober de Arte                 |
| K!NGDOM          | «Me gustas tú»           | Andrea Rada de Luis • Iván Ramírez Hernández • Jorge Gomis Marín                                                            | David Pizarro • Rober de Arte                 |
| Kuve             | «LOCA XTI»               | Maryan Frutos • Juan Sueiro                                                                                                 | Juan Sebastián Domínguez • Israel Reyes       |
| Lachispa         | «Hartita de llorar»      | Claudia Gómez Galindo • Eduardo Figueroa Espadas • Alejandro Páez Lou • Juan Diego Lazo Gonzales • Silvia Expósito Mansilla | Emma Navarro Formenti                         |
| Lucas Bun        | «Te escribo en el cielo» | Lucas Bondia • Luis García Ollés • Pau Aymí                                                                                 | Claudia Palatchi                              |
| Mawot            | «Raggio di sole»         | Roberto Comins Cubertorer                                                                                                   | Juan Sebastián Domínguez • Israel Reyes       |
| Mel Ömana        | «I'm a Queen»            | Alejandro Martínez Valderrama • Álex Capdevilla • María Melodía Pérez Castillo                                              |                                               |
| Melody           | «Esa diva»               | Alberto Fuentes Lorite • Melodía Ruiz Gutiérrez                                                                             | David Pizarro • Rober de Arte                 |
| Sonia y Selena   | «Reinas»                 | Lorenzo Giner Puchol • Arturo Martínez Marzo                                                                                | David Pizarro • Rober de Arte                 |